# Albert Cordero
Albert José Cordero Gómez (nacido en Caracas, Distrito Federal, Venezuela, el 14 de enero de 1990) es un beisbolista profesional venezolano que juega en la posición de Receptor En la Liga Venezolana de Béisbol Profesional, juega con el equipo Leones del Caracas.